# Prinsengracht 659

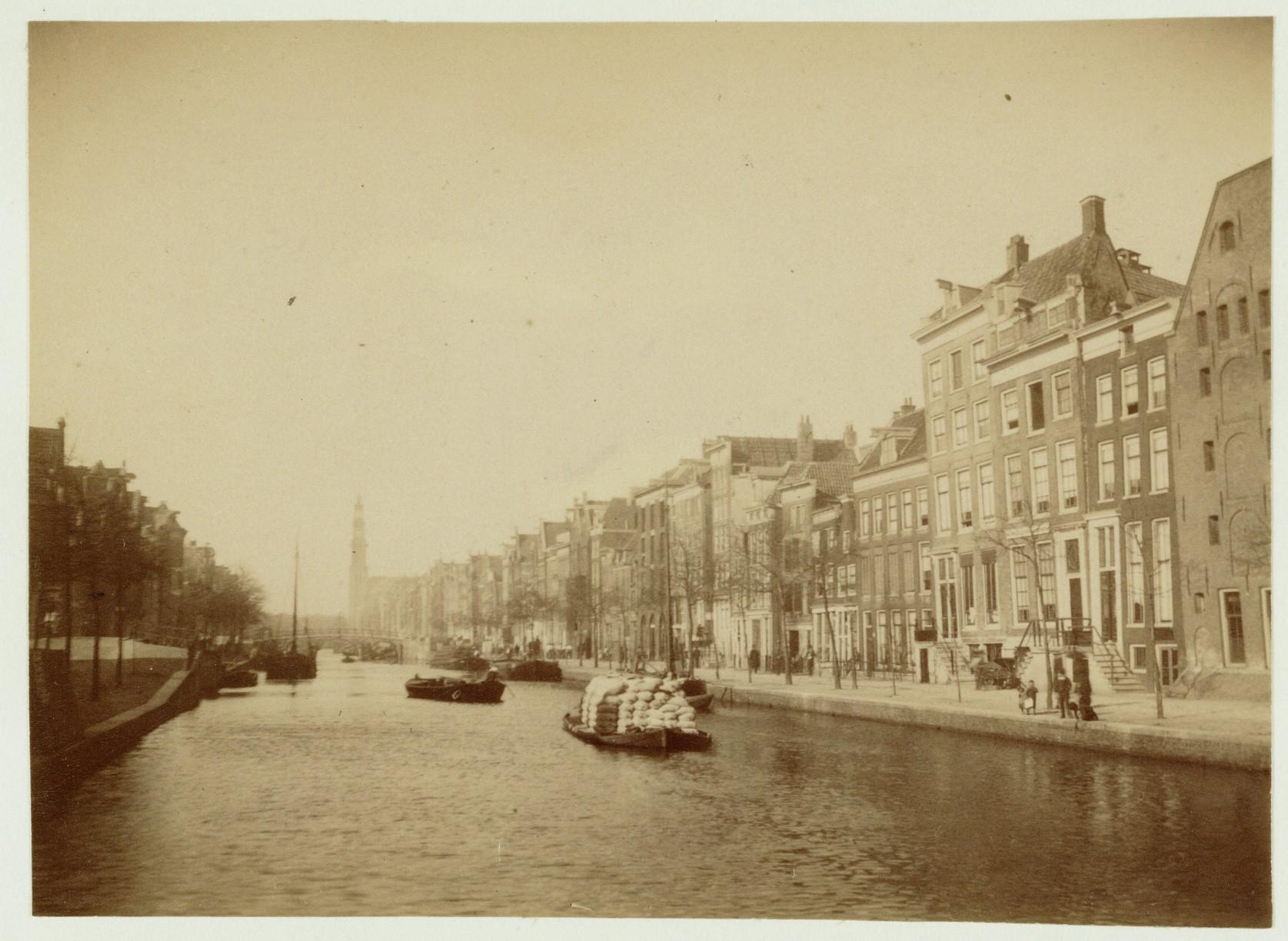
Foto uit circa 1883; nr 659 uiterst rechts met dichtgemetselde laad/ losopeningen

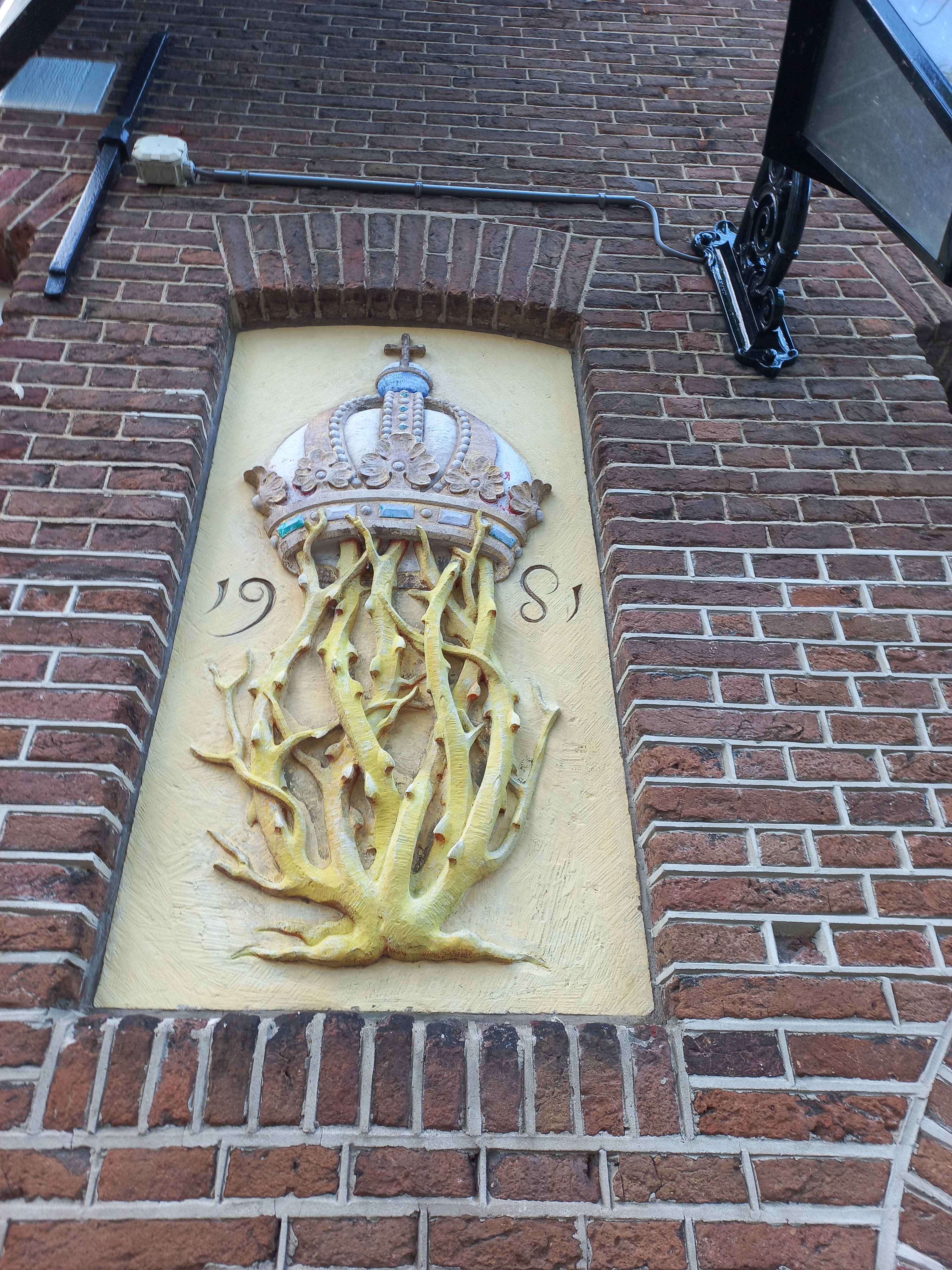
”Gevelsteen: 1981 (juli 2025)

Prinsengracht 659 te Amsterdam is een gebouw aan de Prinsengracht in Amsterdam-Centrum.

## Prinsengracht
De Prinsengracht werd in gedeelten aangelegd en volgebouwd in de 17e eeuw. De stad Amsterdam was toen het Singel overgestoken en voordat de Jordaan werd gebouwd, was het de buitengrens van bebouwing. Die historie houdt dan ook in dat de oorspronkelijke bebouwing (grotendeels) is afgebroken dan wel afgebrand om plaats te maken voor nieuwbouw, waarbij soms deze cyclus weer herhaald werd. Huisnummer 659 is gesitueerd aan de oostelijke gevelwand tussen de Runstraat en Leidsegracht.

## Gebouw
Het gebouw werd op 8 september 1970 opgenomen in het rijksmonumentenregister (4365). Het heeft daar de omschrijving 
 Dubbel pakhuis (17e eeuw) met trapeziumgevel (top later versoberd)
. 
Daar waar bij andere gebouwen aan dit deel van de Prinsengracht soms onduidelijk is wat de originele bestemming was, is dat bij Prinsengracht 659 en ook Prinsengracht 661 direct duidelijk. De gebouwen begonnen als pakhuizen, maar zien er totaal verschillend uit. Wat direct opvalt aan huisnummer 659 is dat het in tegenstelling tot vrijwel alle gebouwen hier geen (zichtbaar) souterrain heeft. De begane grond sluit aan op hetmaaiveldniveau. Die begane grond ziet er voor een grachtenpand normaal uit met rechtshoekige ramen en deuren, doch toegangsdeurtje links en rechts hebben een rondboogconstructie met ontlastingsboog erboven. Van de eerste tot vierde etage zijn paarsgewijs laad- en losopeningen te zien, eveneens met rondboog- en ontlastingsboogconstructies. Die openingen worden vergezeld door kleine en smalle vensters in dezelfde trant. In de trapeziumgevel zitten dan nog twee kleine diepgelegen vensters om toegang te krijgen tot hijsbalken. Ook die vensters hebben rondboogconstructies. Die hijsbalken zijn theoretisch, want in het tijdperk dat de fotografie bestaat werd alleen nog rechts gehesen. Aan de linkerkant ontbrak en ontbreekt de balk; bovendien waren de laad- en losopeningen dichtgemetseld; er was ook jarenlang geen afsluitluik te zien. Een detail is ook dat de rechteropeningen steevast afgesloten worden door natuurstenen sluitstenen in rondbogen en raamposten, de linker ontberen die.
Een foto uit 1961 laat zien dat het gebouw in dat jaar nog tot opslagruimte diende. Het gebouw werd toen gefotografeerd in het kader van monumentenzorg, dan ook al samen met huisnummer 661. Het gebouw werd rond 1981 samen met 661 groots gerenoveerd en omgebouwd tot woonhuizen annex kantoor. De dichte linker laad- en losopeningen werd (weer) opengemaakt en voorzien van vensters met luiken die er dus minstens een eeuw niet hebben gezeten. Het gebouw kreeg met die verbouwing een symmetrisch uiterlijk, slechts opgeheven door de details van missende sluitbalk en de sluisteentjes in de raamconstructie. De verbouwing werd zichtbaar gemaakt door een soort gevelsteen; een luikje werd daartoe opgeofferd. De steen laat de oude naam van het pakhuis uit midden 19e eeuw zien, voordat Amsterdam tot huisnummering overging: De Kerkkroon met toegevoegd jaartal 1981. Die kroon verwijst naar de kroon van de Westerkerk verderop aan dezelfde gracht. De verbouwing werd verricht onder begeleiding door Architectenbureau Dik Smeding, die zelf aan de Singel was gevestigd en meerdere van dit soort renovaties in de Amsterdamse binnenstad begeleidde. 
De plattegrond van de gebouwen 659 en 661 laat zien dat er vanaf het Molenpad gebouwd is. De panden lopen voor wat betreft diepte parallel aan dat pad, waardoor de gebouwen schuin wegsteken aan de gracht, het linkerdeel van 659 is met circa 9 meter diepte minder dan het circa 20 meter diepe rechter deel van 661). 
1. ↑  Stadsarchief Amsterdam: Beeldbank; Foto 1961